# Lake George (sjö i Australien, New South Wales)
Lake George är en sjö i Australien. Den ligger i kommunen Palerang och delstaten New South Wales, i den sydöstra delen av landet, omkring 210 kilometer sydväst om delstatshuvudstaden Sydney. Lake George ligger 675 meter över havet.
Trakten runt Lake George är nära nog obefolkad, med mindre än två invånare per kvadratkilometer. Genomsnittlig årsnederbörd är 990 millimeter. Den regnigaste månaden är februari, med i genomsnitt 169 mm nederbörd, och den torraste är maj, med 39 mm nederbörd.